# (6261) Chione
(6261) Chione ist ein die Marsbahn streifender Asteroid des Hauptgürtels, der am 30. November 1976 vom deutschen Astronomen Hans-Emil Schuster am La-Silla-Observatorium (IAU-Code 809) der Europäischen Südsternwarte in Chile entdeckt wurde.
Der Asteroid wurde nach Chione, der Tochter des Daidalion aus der griechischen Mythologie benannt, die ob ihrer Schönheit von vielen Männern, darunter Apollon und Hermes, hofiert wurde und nach einer Vergewaltigung durch die beiden die Zwillinge Philammon und Autolykos gebar. Ihre Begehrtheit stieg Chione zu Kopf; sie rühmte sich, eine größere Schönheit als die Göttin Artemis zu sein und wurde deshalb von dieser mit einem Pfeil getötet.